# Gulskäggig busksparv
Gulskäggig busksparv (Chlorospingus parvirostris) är en fågel i familjen amerikanska sparvar inom ordningen tättingar.

## Utseende
Gulskäggig busksparv är en rätt färglös fågel, med olivgrön ovansida, grå undersida, ljust öga och gult på strupen som sträcker sig runt nacksidorna. Arten är mycket lik gulstrupig busksparv, men notera denna arts form på det gula på strupen samt det vitare ögat.

## Utbredning och systematik
Gulskäggig busksparv delas in i tre underarter:
- Chlorospingus parvirostris huallagae – förekommer i östra Anderna i södra Colombia och norra Peru
- Chlorospingus parvirostris medianus – förekommer i Anderna i östra och centrala Peru (Junín och Cusco)
- Chlorospingus parvirostris parvirostris – förekommer i Anderna i sydöstligaste Peru (Puno) och nordvästra Bolivia (La Paz)

### Familjetillhörighet
Tidigare fördes de amerikanska sparvarna till familjen fältsparvar (Emberizidae) som omfattar liknande arter i Eurasien och Afrika. Flera genetiska studier visar dock att de utgör en distinkt grupp som sannolikt står närmare skogssångare (Parulidae), trupialer (Icteridae) och flera artfattiga familjer endemiska för Karibien. Samma studier visar också att busksparvarna i Chlorospingus, tidigare placerade i familjen tangaror (Thraupidae), är en del av familjen.

## Levnadssätt
Gulskäggig busksparv hittas i molnskog i höglänta bergstrakter. Där ses den vanligen i par eller smågrupper, rätt lågt ner inne i skog, ofta i skuggiga raviner nära rinnande vattendrag.

## Status och hot
Arten har ett stort utbredningsområde, men tros minska i antal, dock inte tillräckligt kraftigt för att den ska betraktas som hotad. Internationella naturvårdsunionen IUCN listar arten som livskraftig (LC).

## Namn
Arterna i Chlorospingus kallades tidigare busktangaror, men har döpts om till busksparvar för att förtydliga korrekta familjetillhörigheten. De arter i Pipilo och Melozone som tidigare kallades just busksparvar har istället bytt namn till snårsparvar för att undvika förväxling och för att de står nära snårsparvarna i Atlapetes.